# 유르카스 세이타리디스
게오르요스 "유르카스" 세이타리디스(그리스어: Γεώργιος "Γιούρκας" Σεϊταρίδης ɡeˈorʝos "ˈʝurkas" seitaˈridis[*], 1981년 6월 4일, 아티키 주 피레아스 ~)는 그리스의 전 프로 축구 선수로, 현역 시절 주로 라이트 백으로 활약했으며, 센터백으로도 활약했었다. 그는 최근에 2013년, 수페르리가 엘라다의 파나티나이코스 소속이었고, 이전에 PAS 야니나, 포르투, 디나모 모스크바, 그리고 아틀레티코 마드리드에서 활약했었다. 그는 전 그리스 국가대표팀 일원으로, 72번의 국제 경기에 출전해 1골을 넣었었다. 그는 UEFA 유로 2004를 우승한 그리스 국가대표팀 주역들 중 한 명으로, 토너먼트의 팀 일원으로 선정되었었다.
"유르카스"는 폰토스 그리스어 방언으로 "요르고스"이며, 이는 그의 조부 이름이기도 하다. 그의 조부와 부친 디미트리스 세이타리디스 모두 축구선수였으며, 나중에 감독도 맡았다.

## 클럽 경력

### PAS 야니나
세이타리디스는 그리스 북부를 연고로 하는 구단이자, 1997년에 이피로스의 아약스라는 수식어가 붙은 PAS 야니나에서 프로 무대에 데뷔하였고, 클럽에 있어서 중요한 라이트 백으로 거듭났다. 세이타리디스는 1999-2000 시즌에 팀이 1부 리그로 승격되도록 도왔다. 그는 PAS 야니나 소속으로 40번의 리그 경기에 출전해 5골을 득점했다.

### 파나티나이코스
그는 이후 아테네 연고 클럽인 파나티나이코스에 의해 포착되었고, 2001년 1월 12일, 그는 300M GRD의 가격에 5년 계약을 체결했다. 그는 빠른 시일 내에 주전 지위를 확보했고, 22세가 되었을 때, 그는 파나티나이코스가 2003-04 시즌에 라이벌 올림피아코스를 제치고 리그와 컵 더블 우승을 이룩하도록 도와 자신의 첫 우승 트로피를 획득했다.
2001년 3월 7일, 그는 맨체스터 유나이티드와의 UEFA 챔피언스리그 2000-01 2차 조별리그 경기에서 첫 유럽대항전 득점을 성공시켰다. 같은 해 9월, 그는 판텔리스 카페스와 앙겔로스 하리스테아스와 함께 2001년 그리스 올해의 신인 선수로 선정되었다.

### 포르투
2004년 6월 11일, 그리스의 성공적인 UEFA 유로 2004가 개막하기 하루 전, 세이타리디스가 UEFA 챔피언스리그를 우승한 포르투갈의 포르투와 €3M의 금액에 이적한다는 루머가 나왔다. 그러나, 이적의 공식 발표는 거의 1달 반 이후인 2004년 7월 26일에 나왔고, 그 와중에 레알 마드리드행 루머도 떠올랐었다. 그는 용 군단 (Dragões) 이 그해 수페르타사 칸디두 드 올리베이라와 인터콘티넨털컵을 우승하는데 도왔다.

### 디나모 모스크바
2005년 5월 23일, 그는 €10M의 가격에 러시아의 디나모 모스크바로 매각되었고, 전 포르투 팀동료이자 같은 해에 러시아 클럽으로 이적한 데를레이, 코스티냐, 마니시, 그리고 치아구 시우바의 발자취를 따라갔다. 그러나, 얼마 지나지 않아, 세이타리디스는 클럽에서의 불만을 표출하기 시작했고, 모스크바에 정착하는데 실패했는데, 떠나고 싶은 요인으로 날씨가 고향 그리스와 판이하였고, 그가 추위에 적응할 수 없는 것을 꼽았다. 클럽에서의 1년간, 그는 이적을 결정하기 전까지 불과 8번의 리그 경기에 출장하는데 그쳤다.

### 아틀레티코 마드리드
2006년 6월 16일, 그는 €12M의 금액에 아틀레티코 마드리드로 이적하였고, 스트라이커 데미스 니콜라이디스에 이어 아틀레티코에 입단한 두 번째 그리스 선수가 되었다. 후자의 인물은 그가 입단하는데 설득을 하였고, 전 디나모 팀동료 코스티냐와 함께 같은 해에 아틀레티코에 입단하였다. 세이타리디스는 2006년 8월 27일, 라싱 산탄데르와의 라 리가 개막전이자 데뷔전에서 전반에 퇴장당했다. 2006년 10월 15일, 그는 불과 시즌 6번째 경기인 레크레아티보 우엘바와의 리그 홈경기에서 옐로카드 두장을 받으면서 시즌 두번째 퇴장을 당했다.
그는 2007년 7월 21일, 글로리아 비스트리차와의 UEFA 인터토토컵 경기에서 아틀레티코 1호골을 득점했다. 2007년 11월, 세이타리디스는 알메리아와의 경기에서 아킬레스건 부상을 당해 수술이 불가피하게 되었다. 그의 부상 부재 기간은 처음에 6주 정도로 예상되었으나, 2달 반 이후인 2008년 4월이 되어서 완쾌되었다. 그의 부상 문제로 인해, 2007-08 시즌동안, 그는 아틀레티코 소속으로 불과 14번의 리그 경기에 나가는데 그쳤다.
2008-09 시즌은 세이타리디스에게 있어서 악조건을 가지고 시작했는데, 그는 새로 영입된 토마시 우이팔루시와 욘 헤이팅하에 의해 주전 지위를 잃었고, 장기간 계약은 아틀레티코가 그를 매각할 구단을 물색한다는 의미도 있었다. 이에도 불구하고, 세이타리디스는 4-0으로 이긴 말라가와의 아틀레티코 개막전에서 선발로 출전했고, 그 시즌에 14번의 리그 경기에 출전했다. 그러나, 2009년 4월 29일, 그와 팀동료 마니시는 스포르팅 히혼과의 홈경기에서 18인 명단에 포함되지 않고도 나타나지 않아 엔리케 세레소 아틀레티코 회장에 의해 징계를 받았다. 2주 후인 2009년 5월 13일, 아틀레티코는 세이타리디스는 계약 만료 1년을 남기고 방출되었다고 발표했고, 클럽 공식 웹사이트에는 "세이타리디스는 그의 영입에 관심을 가지는 어느 클럽이든지 자유롭게 협상할 수 있다."라고 의견을 표력했다.

### 파나티나이코스 복귀
2009년 9월 10일, 그리스의 자유 계약 선수 이적 시장 마지막 날, 세이타리디스는 파나티나이코스와 4년 계약을 체결해, 친정팀에 5년만에 복귀했다. 이후, 유르카스의 몸상태가 좋지 않으며, 잦은 부상으로 재활하는데 어려움을 겪는다는 것이 드러났고, 대부분의 2009-10 시즌 경기에 결장했다. 그러나, 2010년 3월 21일, 그는 라이벌 올림피아코스와의 대규모 더비에서 선발 라인업에 깜짝 복귀했고, 패배에도 불구하고, 파나티나이코스는 더블을 이룩하며 시즌을 긍정적으로 마쳤다. 세이타리디스는 아리스 테살로니키와의 그리스 컵 2009-10 결승전에 부상으로 결장했으나, 2번의 경기에서 팀의 결승행을 도왔다.
세이타리디스는 2010-11 시즌을 잘 시작했는데, 2010년 8월 27일, 스코다 크산티와의 리그 개막전에 출전에 우수한 활약을 펼쳤다. 그러나, 또다시 근육 부상을 당했고, 그에 따라 세이타리디스는 두달 후인 12월 4일, 판세라이코스전까지 결장하게 되었다. 선수의 좋지 않은 몸 상태에 따라, 그는 2011년 1월에 이적 시장에 이름을 올리게 되었으나, 여름 이적 시장 기간 동안에 해외 구단들의 여러 제의를 받음에도 불구하고, 파나티나이코스에 잔류했다.
2011-12 시즌은 그에게 더 실망스러운 시즌으로, 그는 아트로미토스와의 원정 경기에서 단 45분 출장하는데 그쳤고, 후반에 형편 없는 활약으로 교체되어 나갔다. 그는 아스테라스 트리폴리스와의 원정 경기에서 두 번째 경기에 출전했고, 90분 풀타임을 소화했다.
세이타리디스는 2012-13 시즌을 잘 시작했고, 시즌 초의 처음 세 경기에서 선발로 출전했다. 그는 1-1로 비긴 토트넘 홋스퍼와의 UEFA 유로파리그 2012-13 경기에서 한골을 돕기도 했다.
2013년 여름, 그는 계약을 갱신하지 않고 클럽을 떠났다.

## 국가대표팀 경력

### 청소년 국가대표팀
세이타리디스는 전 그리스 U-21 국가대표로, 2000년 10월 6일, 핀란드 U-21 국가대표팀과의 2002년 UEFA U-21 축구 선수권 대회 예선전에서 처음 출전했다. 그는 스위스에서 열린 2002년 UEFA U-21 축구 선수권 대회 본선에 참가했는데, 팀은 3경기에서 승점 1점을 따는데 그쳐 조별 리그에서 탈락했다.

### 초기 경력 / UEFA 유로 2004
세이타리디스는 2002년 2월 13일, 스웨덴과의 국제 친선전에서 성인 국가대표팀 데뷔전을 치렀다. 그는 그리스가 포르투갈에서 열리는 UEFA 유로 2004에 역사상 2번째로 본선에 진출하게 도왔으며, 그리스가 본선에서 성공을 거두는데 주축을 맡았고, 대회가 시작하기전 축구계에서 아웃사이더로 평가되었던 그리스를 정상에 올려다 놓았다. 세이타리디스는 포르투갈과의 첫 경기에서 크리스티아누 호날두에 넘어져 페널티킥을 얻어냈고, 그의 팀에 대한 공헌은 그리스 국가대표팀 동료인 안토니오스 니코폴리디스, 트라야노스 델라스, 테오도로스 자고라키스, 그리고 앙겔로스 하리스테아스와 함께 UEFA의 2004년 올스타 명단에 이름을 올리며 증명되었다.

### 2005년 FIFA 컨페더레이션스컵
그리스는 UEFA 유로 2004 우승으로 독일에서 열리는 2005년 FIFA 컨페더레이션스컵에 유럽 챔피언으로 출전 자격을 얻었다. 유르카스 세이타리디스는 23인 엔트리에 포함되었다.

### UEFA 유로 2008 & 2010년 FIFA 월드컵
그는 2007년 6월 2일, 헝가리와의 UEFA 유로 2008 예선전에서 첫 국제경기 득점을 기록했고, 그리스 국가대표팀이 UEFA 유로 2008 본선 진출에 도왔다. 그는 실망스러운 그리스의 UEFA 유로 2008 대회 2경기에 출전하였고, 러시아와의 2차전에서 부상을 당했다.
그의 몸상태 문제에도 불구하고, 오토 레하겔 그리스 국가대표팀 감독은 세이타리디스를 2010년 FIFA 월드컵의 23인 최종 엔트리에 포함시켰다. 그는 대한민국과의 조별 리그 첫 경기 90분만 뛰었고, 0-2로 패하였다. 이 경기 후, 세이타리디스는 그리스 국가대표로 유럽 선수권 대회를 2회 연속, 월드컵을 1차례 출전했다.

### 국가대표팀 득점 기록
| # | 날짜           | 경기장                                | 상대   | 점수 | 결과 | 대회                  |
| - | -------------- | ------------------------------------- | ------ | ---- | ---- | --------------------- |
| 1 | 2007년 6월 2일 | 팡크리티오 경기장, 이라클리오, 그리스 | 헝가리 | 2–0  | 2–0  | UEFA 유로 2008 예선전 |

## 통계
2013년 5월 13일 기준
| 클럽 경력 | 클럽 경력           | 클럽 경력      | 리그 | 리그 | 컵               | 컵               | 대륙 | 대륙 | 기타       | 기타       | 합계 | 합계 |
| 시즌      | 클럽                | 리그           | 출장 | 골   | 출장             | 골               | 출장 | 골   | 출장       | 골         | 출장 | 골   |
| 그리스    | 그리스              | 그리스         | 리그 | 리그 | 그리스 컵        | 그리스 컵        | 유럽 | 유럽 | 기타       | 기타       | 합계 | 합계 |
| --------- | ------------------- | -------------- | ---- | ---- | ---------------- | ---------------- | ---- | ---- | ---------- | ---------- | ---- | ---- |
| 1998–99   | PAS 야니나          | 풋볼 리그 2    | 6    | 0    | –                | –                | –    | –    | –          | –          | 6    | 0    |
| 1999–00   | PAS 야니나          | 풋볼 리그 2    | 24   | 3    | –                | –                | –    | –    | –          | –          | 24   | 3    |
| 2000–01   | PAS 야니나          | 알파 에트니키  | 10   | 2    | –                | –                | –    | –    | –          | –          | 10   | 2    |
| 2000–01   | 파나티나이코스      | 알파 에트니키  | 12   | 0    | –                | –                | 2    | 1    | –          | –          | 14   | 1    |
| 2001–02   | 파나티나이코스      | 알파 에트니키  | 19   | 0    | 1                | 0                | 7    | 0    | –          | –          | 27   | 0    |
| 2002–03   | 파나티나이코스      | 알파 에트니키  | 25   | 0    | 2                | 0                | 2    | 0    | –          | –          | 29   | 0    |
| 2003–04   | 파나티나이코스      | 알파 에트니키  | 21   | 0    | 6                | 0                | 8    | 0    | –          | –          | 35   | 0    |
| 포르투갈  | 포르투갈            | 포르투갈       | 리그 | 리그 | 타사 드 포르투갈 | 타사 드 포르투갈 | 유럽 | 유럽 | 기타       | 기타       | 합계 | 합계 |
| 2004–05   | 포르투              | 프리메이라리가 | 23   | 0    | 2                | 0                | 11   | 0    | –          | –          | 36   | 0    |
| 러시아    | 러시아              | 러시아         | 리그 | 리그 | 러시아 컵        | 러시아 컵        | 유럽 | 유럽 | 기타       | 기타       | 합계 | 합계 |
| 2005      | 디나모 모스크바     | 프리미어리그   | 8    | 0    | –                | –                | –    | –    | –          | –          | 8    | 0    |
| 2006      | 디나모 모스크바     | 프리미어리그   | 0    | 0    | –                | –                | –    | –    | –          | –          | 0    | 0    |
| 스페인    | 스페인              | 스페인         | 리그 | 리그 | 코파 델 레이     | 코파 델 레이     | 유럽 | 유럽 | 기타       | 기타       | 합계 | 합계 |
| 2006–07   | 아틀레티코 마드리드 | 라 리가        | 31   | 0    | 2                | 0                | –    | –    | –          | –          | 33   | 0    |
| 2007–08   | 아틀레티코 마드리드 | 라 리가        | 14   | 0    | –                | –                | 4    | 1    | –          | –          | 18   | 1    |
| 2008–09   | 아틀레티코 마드리드 | 라 리가        | 14   | 0    | 2                | 0                | 4    | 0    | –          | –          | 20   | 0    |
| 그리스    | 그리스              | 그리스         | 리그 | 리그 | 그리스 컵        | 그리스 컵        | 유럽 | 유럽 | 플레이오프 | 플레이오프 | 합계 | 합계 |
| 2009–10   | 파나티나이코스      | 수페르리가     | 8    | 0    | 2                | 0                | –    | –    | –          | –          | 10   | 0    |
| 2010–11   | 파나티나이코스      | 수페르리가     | 7    | 0    | 2                | 0                | –    | –    | –          | –          | 9    | 0    |
| 2011–12   | 파나티나이코스      | 수페르리가     | 2    | 0    | –                | –                | –    | –    | 1          | 0          | 3    | 0    |
| 2012–13   | 파나티나이코스      | 수페르리가     | 24   | 0    | 3                | 0                | 5    | 0    | 1          | 0          | 33   | 0    |
| 경력 합계 | 경력 합계           | 경력 합계      | 237  | 5    | 19               | 0                | 43   | 2    | 2          | 0          | 301  | 7    |

## 수상

### 팀
파나티나이코스
- 수페르리가 엘라다: 2003-04, 2009-10
- 그리스 컵: 2003–04, 2009–10

포르투
- 수페르타사 칸디두 드 올리베이라: 2004
- 인터콘티넨털컵: 2004

### 국가대표팀
그리스
- UEFA 유럽 축구 선수권 대회: 2004

### 개인
- 그리스 올해의 신인 선수상: 2001
- UEFA 유럽 축구 선수권 대회 토너먼트의 팀: 2004